# Аралкум
Аралку́м (понякога Аккум) е нова пустиня, образувана през 1960-те години (и разширяваща се) на мястото на пресъхващото Аралско море в Средна Азия.
Пясъчно-солената пустиня лежи на територията на Казахстан (Къзълординска област) и Узбекистан (Каракалпакстан).

## История
Докато нивото на Аралско море винаги се е колебаело през неговото съществуване, най-скорошният спад от 1960-те години насам е причинен от строежа на големи напоителни проекти в региона. Силно намаленият приток на вода причинява рязък спад на нивото на водата.
След построяването на Кокаралската стена през 2005 г. Малък Арал (Северно Аралско море) се възстановява, но Голям Арал (Южно Аралско море) пресъхва, увеличавайки площта на Аралкум.

## Биоразнообразие
В резултат на опустиняването, биоразнообразието в региона е намаляло до 200 вида растения и животни. Настоящата флора на изсъхналото дъно на езерото започва да се развива през 1960 г. Тя се състои от 34 семейства растения със 134 рода и 300 вида. Основни представители са: Salicornia europaea, Suaeda crassifolia, Tripolium vulgare на глинеста почва и Suaeda acuminata и Atriplex fominii на песъчлива почва.

## Въздушни замърсители
Аралкум заема площ от над 38 хиляди km² и е голям източник на вятър. Пясъчни бури отнасят около 100 милиона тона токсични соли и прах на година. Финият прах, пренасян от бившето дъно на водоема, съдържа минерални торове и пестициди, които са били измивани от напояваните полета. Над пустинята преминава мощен въздушен поток от запад на изток, осъществяващ бързо разпространение на аерозоли отвъд границите на Централна Азия.
Токсични вещества от Аралкум са намерени в кръвта на пингвини на Антарктика, а обикновен аралски прах – из ледниците на Гренландия, както и в норвежките гори.